# Hilde Brontsema
Hilde Brontsema (Amsterdam, 28 maart 1976) is een voormalig Nederlands co-presentator.

## Carrière
Brontsema was programma ontwikkelaar bij CCCP. Ze was sidekick van Claudia de Breij, presentatrice van het VARA-radioprogramma Claudia d'r op. Het programma werd uitgezonden van maandag tot en met donderdag van 12:00 tot 14:00 uur op radio 3FM en stopte op 26 april 2007. Het programma is op vrijdag van 12:00 tot 14:00 uur weer terug op radio 3FM, maar zonder Brontsema. 
Zij werd in het programma ook wel Hilde de Pilde, Hilde de P. of Hildert genoemd. 
Brontsema studeerde in Utrecht Film- en Televisiewetenschappen en werkte onder meer mee aan Shownieuws, Claudia's Showboot en Yorin Travel.
In december 2006 liepen Hilde en Claudia van Leuven naar Utrecht en zamelden daarmee ruim 31.000 euro in voor de actie Serious Request van 3FM.